# Louis Blaringhem
Louis Florimond Joseph Blaringhem, né le 1er février 1878 à Locon (Pas-de-Calais) et mort le 1er janvier 1958 à Paris, est un botaniste français.

## Biographie
La famille de Blaringhem est modeste : son père Louis est instituteur, tout comme son grand-père ; sa mère, Marie Devaux, est issue d’une famille d’agriculteurs de Douvrin. Il est le cadet de la famille mais l'aîné des garçons au sein d’une fratrie de six enfants ; deux de ses frères deviendront des ingénieurs, un autre vétérinaire.
Il étudie à Béthune puis au lycée Faidherbe de Lille avant de se présenter aux concours de l’École polytechnique et de l’École normale supérieure (1898). Il est reçu aux deux et opte pour le second établissement (1899-1903). Il obtient sa licence (1902), l'agrégation de sciences naturelles (1903) et son doctorat en sciences naturelles (1907). Il est agrégé-préparateur à l’École normale supérieure,  d'abord en géologie (1903), puis de botanique (1904-1907).
En 1909, Blaringhem devient chef de service à l'Institut Pasteur. Il enseigne à la faculté des sciences de Paris et au Conservatoire national des arts et métiers. Durant la Première Guerre mondiale, il est versé dans l’infanterie en 1914 et passe plus d’un an au front. En 1915, il est affecté dans les services de fabrication d’avions. Il reçoit diverses décorations dont la croix de guerre. Après guerre, il reprend ses fonctions à l’Institut Pasteur et à la faculté des sciences.
En 1918, à la suite de la mort de son ami botaniste Gaston Allard, il prend sa succession à la tête de l'arboretum d'Angers, poste qu'il conservera jusqu'à sa mort.
En 1919, il passe six mois à l’université Harvard. Il fait différentes missions en Europe (Suède, Pays-Bas) comme aux États-Unis d'Amérique ou au Japon.
Blaringhem, spécialiste de génétique végétale, considère dans un premier temps les théories de l'hérédité de Gregor Mendel avec beaucoup de réticence pour finalement les intégrer pleinement dans son enseignement comme dans ses travaux de recherche. Il est le premier Français à développer les applications de la génétique aux sciences agronomiques, contribuant en particulier à l'amélioration culturale de divers types de céréales.
En 1928, il est élu membre de l'Académie des sciences. Blaringhem est l’auteur de plus de trois cents titres. Il dirige aussi la publication des Exposés de biologie végétale dans la collection Actualités scientifiques et industrielles.
Dans la même année il est nommé directeur de la Maison Franco-Japonaise, à Tokyo (Japon) et en 1928 et 1929 il rencontre à plusieurs reprises l'empereur Hiro Hito qui a lu tous ses ouvrages. En 1929 il visite les pays du Sud-Est Asiatique. De 1930 à 1949 Blaringhem devient professeur titulaire à la Sorbonne, dans une chaire à titre personnel. En 1946 il participe comme président d'honneur, aux côtés de Li Yu Ying, recteur de l'université de Pékin, et du ministre de la France d'Outre-mer, Marius Moutet, au Grand congrès du soja, à Paris.
Il est président de la Société botanique de France en 1930.
En 1947, il est élu président de l'Académie des sciences et cette année il renonce à la chaire de botanique pour se consacrer à l’École normale supérieure.
Mis à la retraite en 1949, il garde un petit laboratoire à la Sorbonne et les fonctions de chef de service à l'Institut Pasteur au titre de l'Arboretum Gaston Allard (Angers). Le professeur Louis Blaringhem décède le 1er janvier 1958 à Paris.

## Publications
- La notion d'espèce, application aux progrès de l'agriculture et de l'industrie des notions nouvelles sur l'espèce, Paris, Revue des idées, 1905.
- L'Origine des espèces, sélection et mutation, Paris, Revue des idées, 1906.
- Action des traumatismes sur la variation et l'hérédité, mutation et traumatismes, Lille, Danel, 1907.
- La variation des formes végétales, Lille, Le Bigot, 1908.
- Mutation et traumatismes : étude sur l'évolution des formes végétales, Paris, Félix Alcan, 1908, 249 pages.
- Études sur l'amélioration des crûs d'orges de brasserie, Paris, Société d'encouragement de la culture des orges de brasserie en France, 1910.
- De la méthode dans les sciences[3], avec Benjamin Baillaud, Léon Bertrand et Émile Borel, Félix Alcan, Nouvelle collection scientifique, 1911, 1924.
- Parthénogenèse des végétaux supérieurs, Paris, Laboratoire d'évolution des êtres organisés, 1909.
- Sur l'hérédité en biologie, Paris, 1911.
- Les transformations brusques des êtres vivants, Paris, Flammarion, Bibliothèque de philosophie scientifique, 1911, 353 pages.
- La notion d'espèce et la disjonction des hybrides, d'après Charles Naudin (1852-1875), Jena, 1911.
- Exposé d'un projet de programme pour le cours d'agriculture au Conservatoire des arts et métiers, Paris, Bouillant, 1912.
- Quatrième Conférence internationale de génétique : leçons du cours de biologie agricole faites à la Sorbonne, 4 et 11 novembre 1912, Paris, Editions de la revue politique et littéraire (revue bleue) et de la revue scientifique, 1912.
- Le perfectionnement des plantes, avec 30 figures dans le texte, Paris, Flammarion, 1913, XII-192 pages.
- Étude anatomique des pailles de blés, avec E. Miege, Paris, Institut Pasteur, 1914.
- Valeur spécifique des divers groupements de blés (Triticum), Paris, Institut Pasteur, 1914.
- Les problèmes de l'hérédité expérimentale, Paris, Flammarion, Bibliothèque de philosophie scientifique, 1919, 317 pages.
- De la méthode dans les sciences, avec André Job, H. Bouasse et Pierre Delbet, Paris, Félix Alcan, 1919-1920.
- Nouvelles recherches sur les hybrides, Orléans, Paul Pizelet, 1922.
- Pasteur et le transformisme, avec une préface de J. Costantin, Paris, Masson, 1923, XIV-261 pages.
- Traité du calcul des probabilités et de ses applications, avec Émile Borel et C.-V.-L. Charlier, Paris, Gauthier-Villars, 1925.
- Nouveaux hybrides d'Aegilops et de Triticum, Paris, 1926.
- Principes et formules de l'hérédité mendélienne, Paris, Gauthier-Villars, 1928, XIII-191 pages.
- Caractères morphologiques et anatomiques utilisés pour la classification des phanérogames et des cryptogames vasculaires, cours professé à la Faculté des sciences de Paris, Paris, Guillon, 1929-1930.
- Ce que la civilisation moderne doit à la recherche scientifique désintéressée, conférences radiodiffusées à Radio Paris, avec Paul Langevin, Jean Saphores et Francis Perrin, Paris, 1930.
- Les inflorescences et les fleurs, cours professé à la Faculté des sciences de Paris, Paris, Guillon, 1930-1931, 90 pages.
- Introduction au cours sur les matières premières organiques, fibres, caoutchouc, cours de première année 1930-1931, Ministère de l'air, École nationale supérieure de l'aéronautique, Paris, 1931.
- Séance publique annuelle des cinq académies, 24 octobre 1931, présidée par Alexandre Millerand, Institut de France, Paris, 1931.
- Julien Noël Costantin, biologiste (1857-1936), liste des mémoires ou ouvrages de Julien Costantin, Paris, Masson, 1936.
- Hybrides sexuels et mosaïques, l’œuvre de Mendel et de Naudin, Paris, Masson, 1937.
- Hérédité, mutation et évolution : l’œuvre de Hugo de Vries présentée au Palais de la découverte, avec P. Bertrand et P. Guérin, Paris, Masson, 1937.
- Exposition des derniers travaux de la Carnegie Institution of Washington, départements de biologie végétale et de génétique, Paris, Emancipatrice, 1938.
- Les origines de nos fruits et leur conservation, conférence faite au Palais de la Découverte, 18 Août 1940, Paris, Palais de la découverte, 1940, Alençon, Poulet-Malassis, 1941.
- Les associations végétales : commensalisme et symbiose, Paris, Palais de la Découverte, 1941, Université de Paris, 1948.
- Séance annuelle des prix du lundi 15 décembre 1947, Institut de France, Académie des sciences, Paris, Gauthier-Villars, 1947.
- La Bière, orges et houblons, Paris, Palais de la Découverte, 1949, Alençon, Poulet-Malassis, 1949.
- Mendélisme et naudinisme, exposé des hypothèses fondamentales de l'hérédité expérimentale, sans date.